# Asseco Resovia 2012-2013
Questa voce raccoglie le informazioni riguardanti l'Asseco Resovia nelle competizioni ufficiali della stagione 2012-2013.

## Organigramma societario
Area direttiva
- Presidente: Marek Panek
- Vicepresidente: Bartosz Górski

Area organizzativa
- Team manager: Maciej Pająk

Area tecnica
- Allenatore: Andrzej Kowal
- Allenatore in seconda: Marcin Ogonowski

Area comunicazione
- Ufficio stampa: Katarzyna Zięba

Area marketing
- Ufficio marketing: Jarosław Gutowski

## Rosa
| N° | Nome               | Ruolo | Data di nascita  | Nazionalità sportiva |
| -- | ------------------ | ----- | ---------------- | -------------------- |
| 1  | Maciej Dobrowolski | P     | 19 marzo 1977    | Polonia              |
| 2  | Paul Lotman        | S     | 3 novembre 1985  | Stati Uniti          |
| 3  | Wojciech Grzyb     | C     | 4 gennaio 1981   | Polonia              |
| 4  | Piotr Nowakowski   | C     | 18 dicembre 1987 | Polonia              |
| 5  | Lukáš Ticháček     | P     | 12 gennaio 1982  | Rep. Ceca            |
| 6  | Grzegorz Kosok     | C     | 2 marzo 1986     | Polonia              |
| 7  | Aleh Achrem        | S     | 12 marzo 1983    | Bielorussia          |
| 8  | Rafał Buszek       | S     | 28 aprile 1987   | Polonia              |
| 9  | Zbigniew Bartman   | O     | 4 maggio 1987    | Polonia              |
| 10 | Jochen Schöps      | O     | 8 ottobre 1983   | Germania             |
| 11 | Nikola Kovačević   | S     | 14 febbraio 1983 | Serbia               |
| 12 | Łukasz Perłowski   | C     | 3 aprile 1984    | Polonia              |
| 13 | Jakub Woś          | L     | 9 marzo 1993     | Polonia              |
| 16 | Krzysztof Ignaczak | L     | 15 maggio 1978   | Polonia              |
| 18 | Szymon Pałka       | S     | 11 maggio 1994   | Polonia              |

## Mercato
| Acquisti | Acquisti         | Acquisti           | Acquisti      |
| R.       | Nome             | da                 | Modalità      |
| -------- | ---------------- | ------------------ | ------------- |
| S        | Rafał Buszek     | Fart Kielce        | fine prestito |
| O        | Zbigniew Bartman | Jastrzębski Węgiel | definitivo    |
| O        | Jochen Schöps    | Iskra Odincovo     | definitivo    |
| S        | Nikola Kovačević | Gubernija          | definitivo    |
| L        | Jakub Woś        | SMS Spała          | definitivo    |
| S        | Szymon Pałka     | giovanili          | definitivo    |

| Cessioni | Cessioni         | Cessioni                | Cessioni   |
| R.       | Nome             | a                       | Modalità   |
| -------- | ---------------- | ----------------------- | ---------- |
| S        | Kamil Długosz    | AZS PWSZ Nysa           | prestito   |
| S        | Marko Bojić      | Tomis Costanza          | definitivo |
| O        | György Grozer    | Belogor'e               | definitivo |
| C        | Mateusz Nożewski | AZS PWSZ Nysa           | definitivo |
| P        | Tomasz Kowalski  | Siedlce                 | prestito   |
| S        | Jakub Peszko     | Ślepsk Suwałki          | prestito   |
| O        | Adrian Gontariu  | Rennes                  | definitivo |
| S        | Mateusz Mika     | Trefl Gdańsk            | prestito   |
| L        | Tomasz Głód      | Będzin                  | prestito   |
| C        | Dawid Dryja      | Politechnika Warszawska | prestito   |

## Statistiche

### Statistiche di squadra
| Competizione          | Punti | In casa | In casa | In casa | In trasferta | In trasferta | In trasferta | Totale | Totale | Totale |
| Competizione          | Punti | G       | V       | P       | G            | V            | P            | G      | V      | P      |
| --------------------- | ----- | ------- | ------- | ------- | ------------ | ------------ | ------------ | ------ | ------ | ------ |
| Polska Liga Siatkówki | 35    | 16      | 14      | 2       | 16           | 7            | 9            | 32     | 21     | 11     |
| Coppa di Polonia      | -     | 1       | 1       | 0       | 1            | 1            | 0            | 4      | 3      | 1      |
| Supercoppa polacca    | -     | 0       | 0       | 0       | 0            | 0            | 0            | 1      | 0      | 1      |
| Champions League      | 12    | 4       | 2       | 2       | 4            | 2            | 2            | 8      | 4      | 4      |
| Totale                | -     | 21      | 17      | 4       | 21           | 10           | 11           | 45     | 28     | 17     |

G = partite giocate; V = partite vinte; P = partite perse

### Statistiche dei giocatori
| A. Achrem      | 26 | 337 | 288 | 27 | 22 | Statistiche assenti | 7 | 68 | 59 | 6  | 3 | Statistiche assenti |
| Z. Bartman     | 25 | 300 | 252 | 30 | 18 | Statistiche assenti | 6 | 53 | 49 | 2  | 2 | Statistiche assenti |
| R. Buszek      | 9  | 17  | 12  | 5  | 0  | Statistiche assenti | 1 | 2  | 2  | 0  | 0 | Statistiche assenti |
| M. Dobrowolski | 24 | 12  | 5   | 6  | 1  | Statistiche assenti | 4 | 1  | 0  | 1  | 0 | Statistiche assenti |
| W. Grzyb       | 23 | 80  | 49  | 19 | 12 | Statistiche assenti | 7 | 40 | 27 | 11 | 2 | Statistiche assenti |
| K. Ignaczak    | 29 | 0   | 0   | 0  | 0  | Statistiche assenti | 8 | 0  | 0  | 0  | 0 | Statistiche assenti |
| G. Kosok       | 26 | 158 | 82  | 66 | 10 | Statistiche assenti | 6 | 25 | 13 | 8  | 4 | Statistiche assenti |
| N. Kovačević   | 28 | 175 | 145 | 21 | 9  | Statistiche assenti | 8 | 81 | 65 | 11 | 5 | Statistiche assenti |
| P. Lotman      | 29 | 234 | 183 | 33 | 18 | Statistiche assenti | 7 | 32 | 23 | 5  | 4 | Statistiche assenti |
| P. Nowakowski  | 22 | 183 | 105 | 69 | 9  | Statistiche assenti | 5 | 46 | 29 | 12 | 5 | Statistiche assenti |
| S. Pałka       | -  | -   | -   | -  | -  | Statistiche assenti | 0 | 0  | 0  | 0  | 0 | Statistiche assenti |
| Ł. Perłowski   | 20 | 28  | 12  | 7  | 9  | Statistiche assenti | 6 | 18 | 9  | 2  | 7 | Statistiche assenti |
| J. Schöps      | 25 | 313 | 278 | 14 | 21 | Statistiche assenti | 5 | 72 | 66 | 2  | 4 | Statistiche assenti |
| L. Ticháček    | 27 | 42  | 12  | 19 | 11 | Statistiche assenti | 8 | 9  | 4  | 3  | 2 | Statistiche assenti |
| J. Woś         | -  | -   | -   | -  | -  | Statistiche assenti | 0 | 0  | 0  | 0  | 0 | Statistiche assenti |

P = presenze; PT = punti totali; AV = attacchi vincenti; MV = muri vincenti; BV = battute vincenti